# 素人ばかうけビデオ祭り
『素人ばかうけビデオ祭り』（しろうとばかうけビデオまつり）は、1980年代に日本テレビ系列で放送された特番・バラエティ番組。

## 概要
一般家庭に家庭用ビデオカメラが普及し始めたことで、映像制作がプロの手から離れ、一般大衆化し始めた時代を反映して、
アマチュアビデオ愛好家の作品を広く募集して世に公開しようという番組。募集テーマは「笑い」で、視聴者が撮影した爆笑傑作ビデオ作品（いずれも1、2分の短編）の中から最も“ばかうけ”した作品をグランプリとして選出した。
スタジオにビデオ製作者と作品出演者らを出演させ、一般視聴者200人の前で、審査員が公開審査するという形式である
。

## 放送日

### 第1回
「素人ばかうけビデオ祭り」盗撮・創作・奇抜の爆笑傑作選!
- 1984年12月6日 19:30 - 20:54

第1回は『木曜スペシャル』枠で放送された。
応募作品522本の中から選考された優秀作品24本が、「ハプニング集」「若い世代の創作ビデオ」「30代以上」の3つのコーナーに分けて紹介された。
「ハプニング集」部門では、接着剤で歩道に100円玉を貼り付け通行人の反応をみる「ドッキリ百円玉」など、「若い世代」では、秋田弁のスーパーマンが登場する「その後のスーパーマン」など、「30代以上」の部門では外国人の作品も1本公開された。運動会の綱引きの綱が切れたハプニング映像、草野球珍プレー集、自宅風呂場で女の子が披露した「我が家のシンクロナイズドスイミング」など、「どっきりカメラ」風の作品から、CMパロディー、家族の平凡な日常姿を撮影しただけのものなど、応募作は多彩だった。

### 第2回
「第2回素人ばかうけビデオ祭り」史上初!爆笑素人ビデオ全巻
- 1985年7月6日 19:30 - 20:54

第2回は『土曜トップスペシャル』枠で放送された。
応募作品865本の中から厳選された23本を審査した。
娘の結婚式で取り乱す父の姿を映した「花嫁の父」や、「赤ちゃんNG集」、ドッキリごみ袋、爆笑動物映像などが紹介された。グランプリは東京の大学生作「退院はしたけれど」。

## 出演者

### 司会
- 山本晋也[3]

### 審査員
- 鈴木清順[3]、中山あい子、西川のりお、おすぎとピーコ、松居直美